# Unicef
Unicef, en förkortning av engelskspråkiga United Nations Children's Fund (UNICEF), ursprungligen United Nations International Children Emergency Fund, eller FN:s barnfond är ett organ inom Förenta nationerna, grundat 11 december 1946. Organisationen lyder under FN:s generalförsamling. Dess verksamhet utgår från FN:s konvention om barnets rättigheter, även kallad Barnkonventionen.

## Organisationens arbete
Unicef har verksamhet i över 190 länder. Arbetet kretsar kring bekämpning av fattigdom, barns rätt till överlevnad och utveckling, skydd mot våld och övergrepp, utbildning och jämställdhet, HIV/aids, katastrofarbete och opinionsbildning för barns rättigheter.

## Nationalkommittéer
Unicef har 36 så kallade nationalkommittéer och de finns i de rika länderna och arbetar för att:
- samla in pengar till Unicefs internationella utvecklingsarbete, eftersom insatserna för barnen är helt beroende av frivilliga bidrag från privatpersoner, företag, organisationer och regeringar,
- påverka beslutsfattare för att skapa förändring i till exempel lagstiftning och bilda opinion i barnrättsfrågor,
- informera och utbilda om barns situation, barnkonventionen och Unicefs arbete för barns rättigheter.

Nationalkommittéerna är inte FN-organ, utan har karaktär av ideella föreningar.

## Unicef Sverige

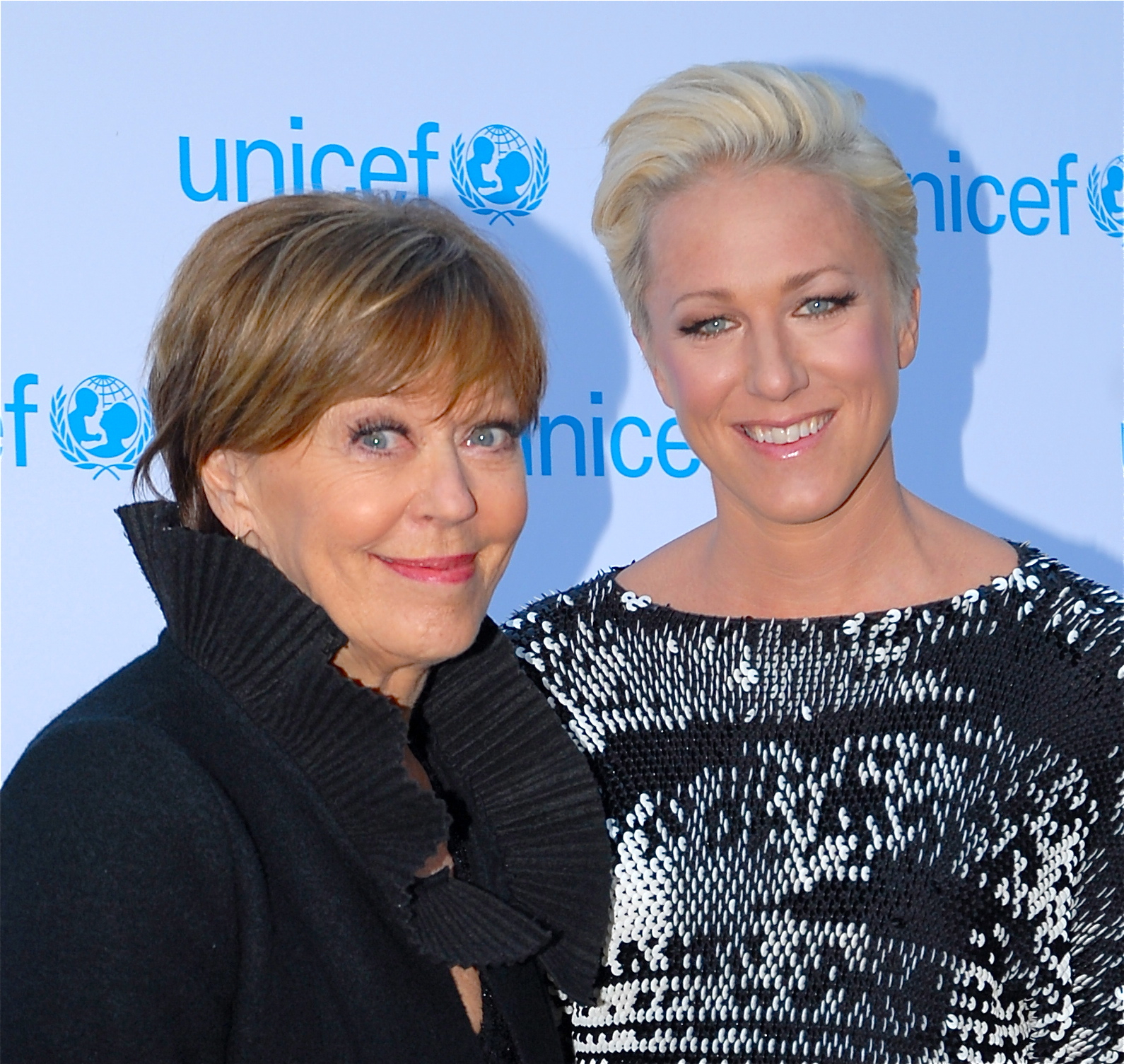
Lill Lindfors och Kajsa Bergqvist är två svenska Unicef-ambassadörer.

Unicef Sverige är en av de 37 nationalkommittéerna där cirka 35 personer arbetar. Generalsekreterare är Pernilla Baralt. Det finns också Unicef-grupper på cirka 30 orter runt om i Sverige där frivilliga ställer upp för att sprida information och kunskap om barns rättigheter och Unicefs arbete för barn och samla in pengar till Unicefs projekt.[källa behövs]
När det gäller barns rättigheter i Sverige fokuserar Unicef på sex olika områden: hjälpa barn att överleva och växa, opinionsbildning – som till exempel att göra barnkonventionen till lag – samt få med barnkonventionen i grundskolans läroplan, barn i krig och katastrofer, stoppa aidsepidemin, barns rätt till skolgång, samt barns skydd mot övergrepp, våld och handel.[källa behövs]
I november 2012 blev det klart att Unicef tar över kampanjen Operation Dagsverke som tidigare bedrivits av Sveriges Elevkårer. Operation Dagsverke är en kampanj där elever en dag lämnar skolbänken för att samla in pengar till utvecklingsprojekt som till exempel skolbyggen i U-länder. 
I november 2013 drog Unicef Sverige, tillsammans med TV4, Röda Korset, Rädda Barnen, FN:s flyktingkommissariat och Läkare utan gränser i gång en gemensam insamling till förmån för de katastrofdrabbade på Filippinerna efter tyfonen Haiyans framfart. Under ett dygn samlade de in omkring 2 miljoner kronor.

## Unicef-ambassadörer
För en lista över Unicef-ambassadörer, se Lista över Unicef-ambassadörer
Unicefs förste goodwillambassadör var komikern och skådespelaren Danny Kaye från USA. Alltsedan han utsågs som goodwillambassadör år 1953 har Unicef rekryterat kända personer för att på ideell basis göra insatser för barn. Syftet är att inspirera andra, både artister och allmänheten, att göra insatser för barns rättigheter. Två andra kända ambassadörer var skådespelaren Audrey Hepburn, ambassadör från 1988 till 1992, och formel 1-föraren Fernando Alonso.

## Administration
Unicef har sitt huvudkontor i New York. Som alla andra FN-organ avlönas personalen efter den standard som sätts av världens högst betalda statsförvaltning, för närvarande Förenta Staternas. Chefen har en årslön efter skatt om ca 247 000 dollar. De biträdande cheferna har cirka 227 000 dollar.